# Portrait du pape Léon X
Le Portrait du pape Léon X (ou Le Pape Léon X avec les cardinaux Giulio de Medicis et Luigi de Rossi) est une peinture à l'huile sur panneau de bois de 154 × 119 cm réalisée par le peintre Raphaël vers 1518-1520 ; le tableau est conservé à Florence au musée des Offices.

## Histoire
L'œuvre a été probablement commissionnée à Raphaël par le pape Léon X pour la décoration de ses appartements privés. Ce tableau a été peint après le mois de septembre 1518, date à laquelle Raphaël quitta Florence pour peindre le pape et le mariage de Laurent II de Médicis avec Madeleine de La Tour d'Auvergne.

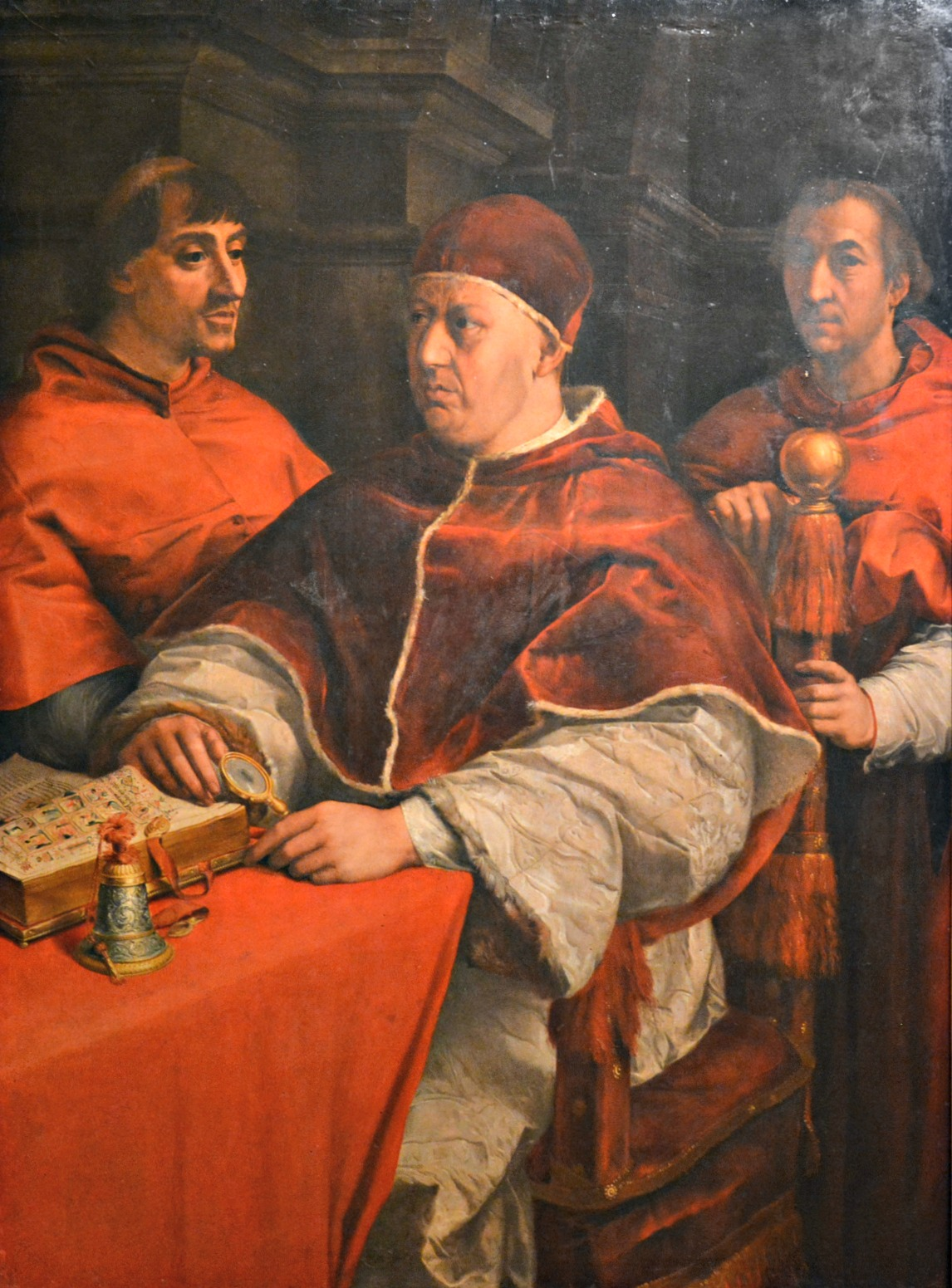
Copie par Andrea del Sarto.

D'après Vasari, Frédéric II, duc de Mantoue, ayant vu le tableau à Florence, a obtenu du pape Clément VII la promesse de le lui faire envoyer. Cependant, Ottaviano de Médicis, recevant cet ordre du pape, a envoyé au duc de Mantoue une copie réalisée par Andrea del Sarto, tellement exacte que Jules Romain lui-même croyait le tableau authentique.

## Description
La peinture est un portrait du pape Léon X, assis sur le siège papal à son bureau, devant une Bible que son regard vient de délaisser, tournant le dos à deux personnages en habit de cardinal, celui de la gauche du tableau à un regard pensif, celui de la droite, regarde le spectateur et ses mains sont en appui sur les montants du siège ; le pape regarde vers la gauche du tableau et tient de sa main gauche une loupe richement décorée, témoignant de sa lecture interrompue. Il est placé obliquement dans la composition.
Sur la table se trouve une Bible ornée d'enluminures,, ainsi qu'une cloche en or et argent finement ciselée. On entrevoit un décor architectural dans le fond sombre du tableau.

## Analyse
Le pape, personnage central de ce portrait de groupe, est escorté par ses deux conseillers, les deux cardinaux, issus de sa famille, Luigi de' Rossi à sa gauche et Jules de Médicis, futur pape Clément VII derrière lui à sa droite (à la gauche du tableau) qui ne semblent pas à l'aise[Interprétation personnelle ?]. Le pape est entouré de divers objets témoins de ses goûts raffinés pour les arts dont il était un mécène.
La boule du dossier du fauteuil du pape, dans laquelle se reflètent la pièce et la fenêtre, peut évoquer les boules symboliques du blason de la famille Médicis.
Le décor qui apporte à l'ensemble une sensation de puissance et de splendeur est constitué par des velours et des damassés de diverses tonalités dominées par le rouge orangé.
Le tableau est considéré par les critiques d'art comme un des grands chefs-d'œuvre de Raphaël et probablement le seul tableau qu'il ait exécuté sans aide pendant ses dernières années.
Contrairement à d'autres œuvres de l'artiste représentant des Madones gracieuses et des figures de l'antiquité classique, ce portrait montre les sujets avec réalisme plutôt qu'avec idéalisme.
Raphaël a représenté le pape Léon X selon l'iconographie chrétienne traditionnelle du souverain, flanqué de deux conseillers, les cardinaux Giulio de' Médici et Luigi de' Rossi. L'importance du personnage est mise en valeur par le jeu de lumières éclairant le personnage et son visage sur un fond sombre — constitué à l'arrière-plan par le décor intérieur d'un palais ou d'une église —, ainsi que par sa position frontale.
Le pape assume l'importance de son statut renforcé par la richesse de ses habits et le siège papal (dignité de la charge) ; le livre de prière richement enluminé (tradition de l'histoire de l'Église) et la clochette en riches métaux finement ciselée servant à appeler les serviteurs (pouvoir temporel).

### Expositions
Après la troisième fermeture des Offices pour la pandémie de Covid-19, à partir du 4 mai 2021, le musée rouvre avec l'exposition Leone X torna a Firenze, consacrée au portrait du pape Léon X par Raphaël.

### Source
- (en) Cet article est partiellement ou en totalité issu de l’article de Wikipédia en anglais intitulé « Portrait of Leo X (Raphael) » (voir la liste des auteurs).